# میزبان (فیلم ۲۰۲۰)
میزبان (به انگلیسی: Host) فیلمی در ژانر اسلشر به کارگردانی راب شاوج محصول ۲۰۲۰ انگلستان است. بازیگران اصلی این فیلم هیلی بیشاپ، جما مور، اما لوئیز وب، رادینا دراندووا و کارولین وارد هستند.
این فیلم در ۳۰ ژوئیه ۲۰۲۰ پخش شد.
گوشیه ایلومیناتی

## داستان
هیلی و چند نفر از دوستانش در خانه‌های جداگانه، جلسه‌ای آنلاین را از طریق برنامه زوم ترتیب داده‌اند، تا به کمک زنی به نام سِی‌‌لان که در احضار روح سر رشته‌ای دارد، با عالم مردگان ارتباط برقرار کنند...

## بازیگران
- هیلی اسقف در نقش هیلی
- جما مور در نقش جما
- اما لوئیز وب در نقش اما
- رادینا دراندووا در نقش رادینا
- کارولین وارد در نقش کارولین
- آلن امریس در نقش آلن
- پاتریک وارد در نقش پدر کارولین
- ادوارد لینارد در نقش تدی
- جینی لوفتوس در نقش جینی
- سیلان باکستر در نقش سیلان
- جک برایدن در نقش لجس
- جیمز سووانتون در نقش روح